# Hrabstwo Clark (Arkansas)

Piramida wieku hrabstwa

Hrabstwo Clark (ang. Clark County) – hrabstwo w stanie Arkansas w Stanach Zjednoczonych.
Obszar całkowity hrabstwa obejmuje powierzchnię 882,60 mil2 (2286 km²). Według danych z 2010 r. hrabstwo miało 22 995 mieszkańców. Hrabstwo powstało 15 grudnia 1818.

## Główne drogi
- Interstate 30
- U.S. Highway 67
- Highway 7
- Highway 8
- Highway 26
- Highway 51
- Highway 53

## Sąsiednie hrabstwa
- Hrabstwo Hot Spring (północny wschód)
- Hrabstwo Dallas (wschód)
- Hrabstwo Ouachita (południowy wschód)
- Hrabstwo Nevada (południowy zachód)
- Hrabstwo Pike (zachód)
- Hrabstwo Montgomery (północny zachód)

## Miasta
- Amity
- Arkadelphia
- Caddo Valley
- Gum Springs
- Gurdon
- Okolona
- Whelen Springs